# QBoy
Marcos Jose Brito, znany pod pseudonimem QBoy (ur. 10 października 1978 w Basildon) – brytyjski raper, producent hip-hopowy, DJ, prezenter.

## Życiorys
Urodzony jako syn angielskiej matki i hiszpańskiego ojca. Studiował na De Montfort University w Leicester od 1997 do 2000 roku.
W latach 2001–2004 był dziennikarzem i redaktorem strony internetowej gayhiphop.com. Pisywał dla magazynów Gay Times, Attitude, Pink Paper i Exprezo, miał okazję przeprowadzać wywiady z wieloma artystami, m.in. z Salt-n-Pepa, Markiem Ronsonem i Blu Cantrell.
Początkowo  był jednym z niewielu jawnych angielskich homoseksualistów w branży hip-hopowej. Szybko stał się pionierem nowo powstałego podgatunku muzycznego, kolokwialnie nazwanego „homo hopem”.

QBoy rozważa kontynuowanie kariery jako muzyk popowy, czego dowodzi zróżnicowanie pomiędzy jego obecnymi a wcześniejszymi dokonaniami artystycznymi.